# Makak chocholatý
Makak chocholatý (Macaca nigra), někdy též paviánec chocholatý, je úzkonosý primát z čeledi kočkodanovití (Cercopithecidae) a rodu makak (Macaca). Druh popsal Anselme Gaëtan Desmarest roku 1822. Vyskytuje se pouze na ostrově Sulawesi a jde o kriticky ohrožený druh. Dříve byl členěn na několik poddruhů, nyní je považován za součást širšího druhového komplexu.

## Výskyt
Makak chocholatý se vyskytuje pouze na ostrově Sulawesi (Celebes), konkrétně v jeho severovýchodní části a přilehlých ostrovech Pulau Manadotua a Pulau Talise. K životu dává přednost lesům ve výškách od 700 do 1100 m n. m. s dostatkem ovoce. Skupiny makaka chocholatého se někdy vyskytují i v zemědělských oblastech, kde vnikají do polí a způsobují zde škody.

## Popis a chování
Samci makaků chocholatých měří 52–57 cm a jejich hmotnost se odhaduje na 9,9 kg, samice jsou menší. Ocas je téměř neznatelný. Srst je po celém těle i na tvářích černá, na hlavě tvoří typický chochol, který tomuto makakovi vynesl jméno. U tohoto primáta jsou vyvinuty zřetelné sedací mozoly, které mají růžové zbarvení.
Makakové se živí rozmanitou potravou, například ovocem, hmyzem, kraby aj., potravu si někdy ukládají do lícních toreb. Sdružovali se do až stočlenných tlup, avšak úbytek populací vedl i ke zmenšení tlup. Tlupy se denně rozdělují do skupin o 10–25 jedincích. Čas tyto opice obvykle tráví na zemi. Makakové chocholatí dosahují pohlavní dospělosti okolo 4. až 6. roku věku. Rozmnožovat se mohou po celý rok, samice připravenost k páření ukazuje oteklými růžovými sedacími mozoly. Po 5,5 měsících gravidity se jí narodí jedno mládě. Makakové chocholatí se dožívají kolem 25 let.

## Ohrožení
Dle IUCN je makak chocholatý kriticky ohroženým druhem s výrazným poklesem populací, nebezpečí představuje především lov pro maso, méně i pro obchod se zvířaty, ale také ztráta přirozeného prostředí způsobená ústupem původních lesů zemědělství a těžbě a lesními požáry. Hustota osídlení makaka chocholatého na celém areálu výskytu na Sulawesi se odhaduje na cirka 3 opice na km2, nejživotaschopnější populace stále přežívá v rezervaci Tangkoko. Introdukovaná populace žije na ostrově Bacan na Molukách a koncem 90. let pravděpodobně zahrnovala nejméně 100 000 jedinců, Mezinárodní svaz ochrany přírody ji ale jako nepůvodní nebere v potaz.
Makakové spadají pod II. přílohu CITES. Macaca Nigra Project, jenž vznikl v roce 2006, se soustředí na výzkum chování těchto opic a jejich ochranu.

## Poddruhy
Dříve bylo rozlišováno několik poddruhů, které však byly osamostatněny na jednotlivé druhy. Šlo o makaka šedoramenného (Macaca ochreata), makaka Heckova (Macaca hecki), makaka tmavého (Macaca maura), makaka tonkeánského (Macaca tonkeana) a makaka gorontolského (Macaca nigrescens).

## Synonyma[5]
- Cercopithecus niger
- Cynopithecus nigra
- Macaca malayanus (Desmoulins, 1824)
- Macaca lembicus (Miller, 1931)